# Wartislaw-Gedächtniskirche

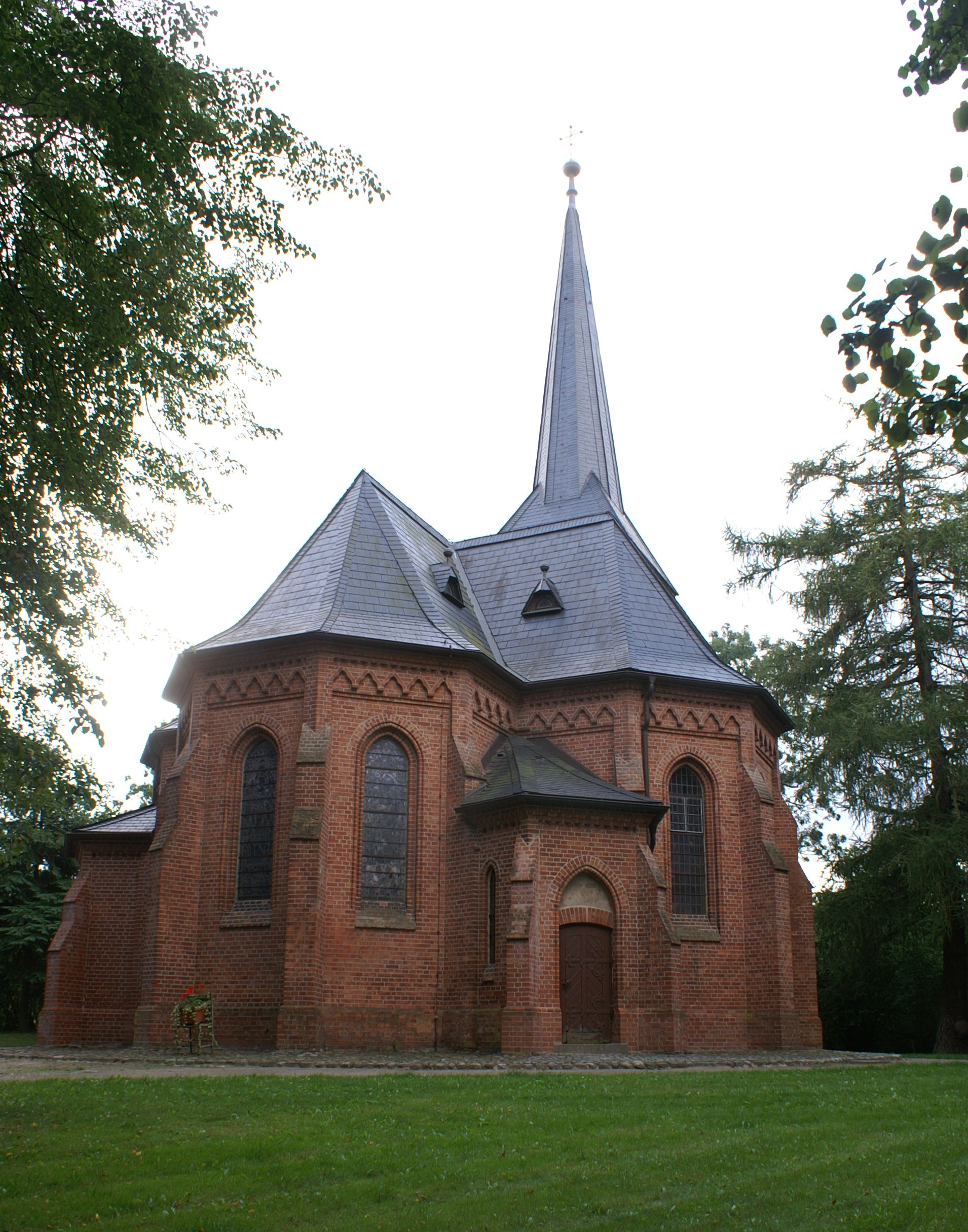
Chor und nördlicher Kreuzarm

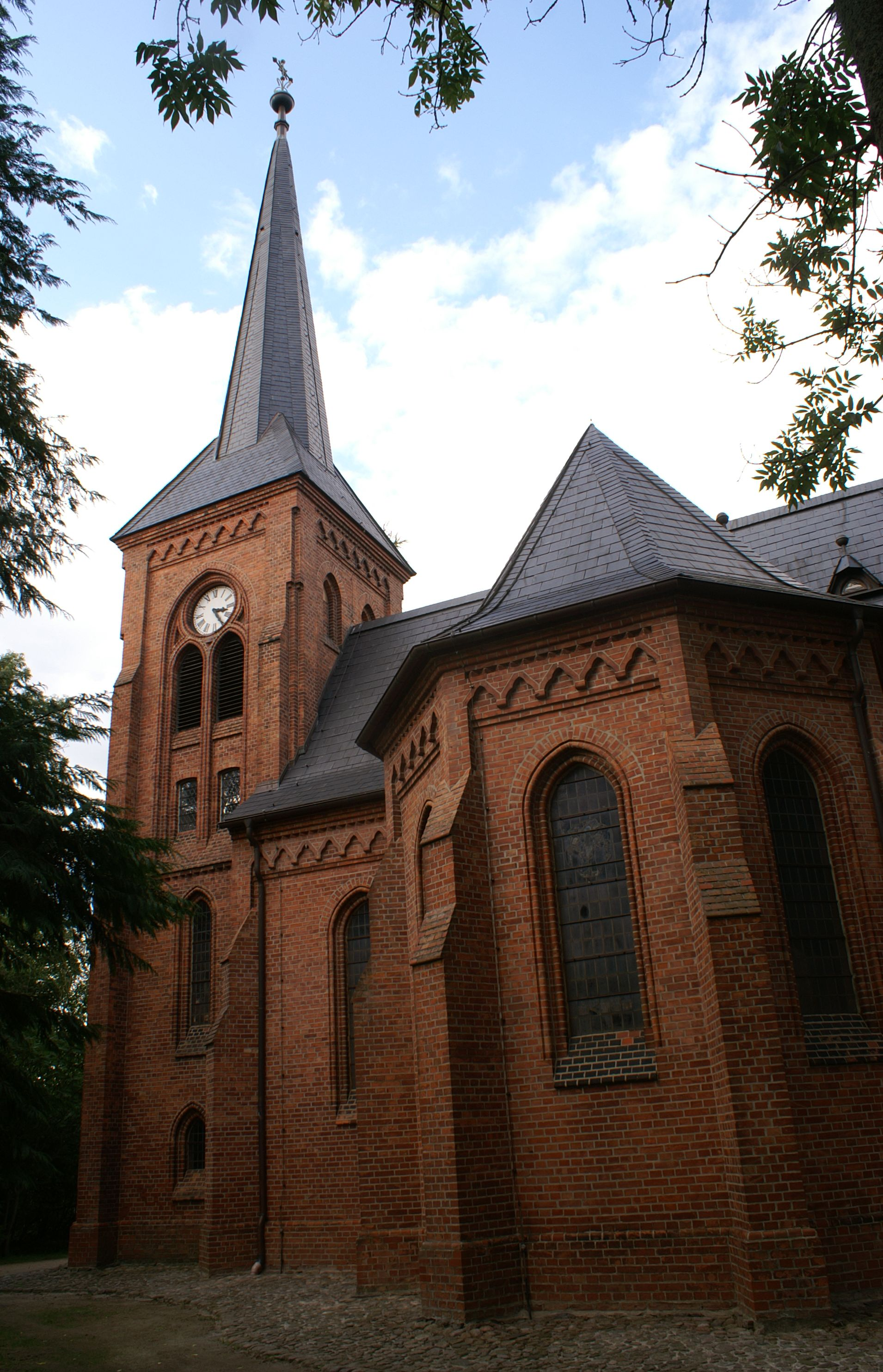
Turm und südlicher Kreuzarm

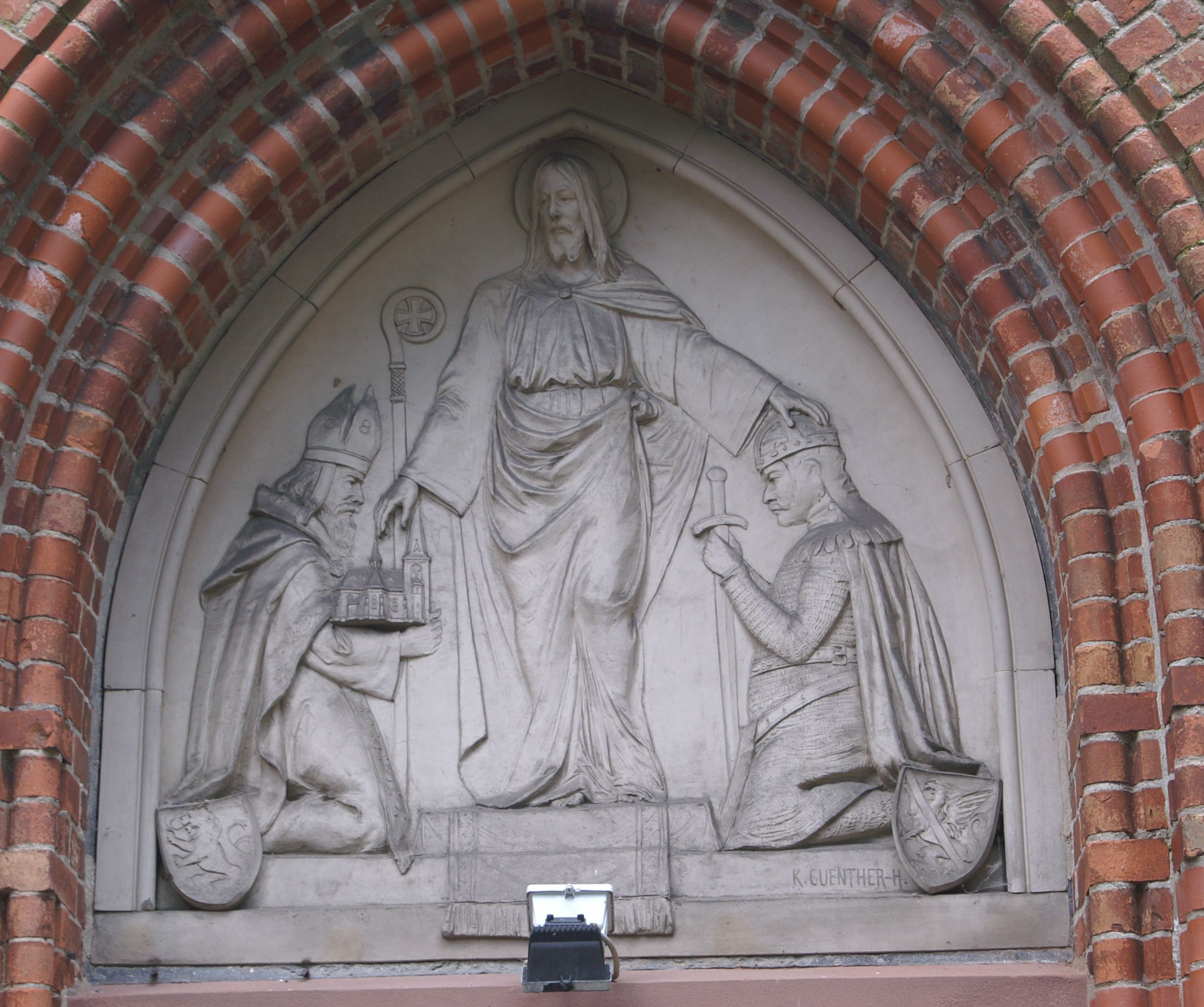
Relief über dem Eingang

Die Wartislaw-Gedächtniskirche, auch Wartislaw-Kirche genannt, ist eine zu Ehren von Wartislaw I., dem ersten zum Christentum übergetretenen Fürsten von Pommern, errichtete Kirche. Sie befindet sich in Stolpe an der Peene im Landkreis Vorpommern-Greifswald und gehört seit 2012 zur Propstei Pasewalk im Pommerschen Evangelischen Kirchenkreis der Evangelisch-Lutherischen Kirche in Norddeutschland. Vorher gehörte sie zum Kirchenkreis Greifswald der Pommerschen Evangelischen Kirche.

## Geschichte
Bereits um die Mitte des 12. Jahrhunderts stiftete Ratibor I. eine Kirche für seinen Bruder Wartislaw, der in der Gegend von Stolpe ermordet worden sein soll. Deren Standort konnte bisher jedoch nicht lokalisiert werden. Wahrscheinlich gehörte sie zum 1153 gegründeten Kloster Stolpe.
Nach der Zerstörung der Klostergebäude 1637 während des Dreißigjährigen Krieges diente bis zum Ende des 19. Jahrhunderts eine neben der Ruine der Klosterkirche errichtete Kapelle der evangelischen Gemeinde von Stolpe als Gotteshaus.
Offenbar inspiriert durch die Beschreibung der Christianisierung Pommerns im Buch „Streifzüge durch Pommern“ des H. von der Dollen begannen 1886 der Hohenbollentiner Pastor Blume und der Medower Pastor Braun Geld für einen Kirchenneubau in Stolpe zu sammeln. In den Jahren 1891 bis 1893 erfolgte der Bau der heutigen Kirche im Auftrag des Grafen von Kanitz-Schmuggerow nach Plänen des Berliner Architekten Theodor Prüfer. 1994/95 wurde das Gebäude saniert.

## Gebäude
Die Kirche wurde im Stil der Neugotik auf dem Grundriss eines Griechischen Kreuzes aus Backstein errichtet. Sie besitzt Chornebenkapellen und einen quadratischen Westturm. Die Kreuzarme und die Nebenkapellen sind an drei Seiten geschlossen. Alle Bauteile besitzen gestufte Strebepfeiler. Fenster und Portale haben reich profilierte Gewände.
Nördlich des Turmes befindet sich ein polygonaler Treppenturm. Das Turmportal hat eine flach übergiebelte Wandvorlage und im Bogenfeld ein Relief mit der Darstellung von Jesus Christus, Wartislaw I. die Hand auf das Haupt legend, während Bischof Otto von Bamberg das Modell der Kirche präsentiert. In den Obergeschossen fassen Spitzbogenrahmungen gepaarte Segmentbogenfenster und spitzbogige Schallöffnungen zusammen. Der Turmhelm besitzt eine oktogonale Spitze, die von einer Turmkugel mit Kreuz bekrönt wird. Turm und Kirche sind schiefergedeckt.

## Ausstattung
Das Rippengewölbe im Inneren der Kirche ruht auf Runddiensten. Aus der Bauzeit stammen die Reste schablonierter Wandmalereien am Chor sowie Kanzel, Gestühl und Westempore. Das Gutsherrengestühl trägt ein Rundmedaillon mit dem Wappen der Familie von Bülow, die damals das Gut Stolpe besaß.
Die Kirche ist reich mit von Theodor Prüfer entworfener Glasmalerei vom Ende des 19. Jahrhunderts ausgestattet. Das Fenster im Chorscheitel zeigt einen segnenden Christus, darunter sind das Wappen und der Name des Stifters Ulrich von Behr-Negendank angeordnet. Weitere Fenster stifteten die Familien von der Osten-Jannewitz und Maltzahn. Eine Darstellung des Apostels Petrus befindet sich im nördlichen, die des Apostel Paulus im südlichen Chorfenster.
Die Orgel von Christian Friedrich Völkner aus Dünnow bei Stolpmünde aus dem Jahre 1893, gespendet von Kaiser Wilhelm II., hat einen Prospekt mit polygonalen Türmchen und Zinnenbekrönung im Stil der englischen Neugotik.
Friedrich von Behr und seine Frau Marie spendeten den Kronleuchter, dessen Inschrift auf die Erwähnung der Behren in einer Urkunde von 1275 Bezug nimmt.